# Вайнцирль, Натали
Натали Вайнцирль (нем. Nathalie Weinzierl; род. 8 апреля 1994 года в Саарбрюккене, Саар, Германия) — немецкая фигуристка, выступающая в одиночном катании. Двукратная чемпионка Германии (2014, 2017), пятикратный серебряный призёр чемпионатов Германии, представляла сборную своей страны на Олимпийских играх (2014).
По состоянию на 23 августа 2019 года занимает 78-е место в рейтинге Международного союза конькобежцев (ИСУ).

## Биография
Натали Вайнцирль родилась в апреле 1994 года в столице Саара Саарбрюккене. Фигурным катанием начала заниматься с пяти лет. В 2001 году её семья перебралась в Мангейм, где у неё появились лучшие условия для занятия фигурным катанием и возможность работать с тренером Гюнтером Цёллером. Вайнцирль учится в Мангеймском университете.

## Карьера

### Ранние годы
В сезоне 2007/2008 она начала выступать в категории юниоров. Стала вице-чемпионкой Германии в первенстве среди юниоров и выступила в ряде международных турниров. На следующий год она была допущена к взрослым соревнованиям чемпионата Германии. В 2009 году она дебютировала в юношеских этапах Гран-при, однако выступила там неудачно. В январе 2012 года в сборной Германии оказалось вакантное место на европейский чемпионат и Натали дебютировала на континентальном первенстве.
Вскоре после этого она сменила тренера, с ней стал работать опытный специалист Петер Скципа. При всём этом Натали не попала в 2012 году на юношеский чемпионат мира, где немецкая фигуристка выступила очень плохо.

### Сезон 2012/2013
На следующий сезон она последний раз выступила на юниорском Гран-при правда опять неудачно; многие специалисты объяснили это тем, что Натали Вайнцирль готовила 4 программы (кроме 2 юношеских и 2 взрослые), готовясь выступать и на взрослом уровне. На чемпионате Германии она стала вице-чемпионкой, и её вновь отправили на европейский чемпионат, где она сумела завоевать для немецкой сборной на следующий сезон два места. Через месяц она поехала на юношеский чемпионат мира, где также выполнила задачу (получения на следующий сезон двух мест для германской сборной). В довершение всего немецкая федерация и на чемпионат мира (где проходила квалификация на зимние Олимпийские игры) также отправила Вайнцирль, чем подтвердила свою дальновидность. Германия получила место на зимних Олимпийских играх на следующий год.

### Сезон 2013/2014: чемпионка Германии и Олимпиада в Сочи
В олимпийский сезон Натали Вайнцирль вошла лидером женской сборной, что она подтвердила на чемпионате Германии, который выиграла. Она отказалась выступать во взрослом Гран-при и осенью выступила лишь на Мемориале Непела, Кубке Ниццы и турнире Небельхорн. На будапештском чемпионате Вайнцирль улучшила своё прошлогоднее достижение. На зимних Олимпийских играх в Сочи Натали выступила в двух дисциплинах в командных и индивидуальных соревнованиях. В конце марта Натали Вайнцирль выступала на чемпионате мира, где не смогла завоевать для Германии два места на следующий мировой чемпионат.

### С 2014 по 2016 годы
Послеолимпийский сезон она начала в итальянском городе, где оказалась в пятёрке лучших на турнире Кубка Ломбардии. Должна была выступать в серии Гран-при, но со стартов снялась. В декабре на немецком чемпионате она заняла 2-е место. В Стокгольме на чемпионате Евпропы Натали выступила не совсем удачно, не сумела войти в число десяти лучших.
Новый сезон Натали открыла дома в сентябре на турнире Небельхорн, где выступила не совсем удачно оказавшись в конце десятке. Через три недели немецкая фигуристка на Кубке Ниццы заняла пятое место. На национальном чемпионате в Эссене она финишировала второй. Однако на европейском чемпионате выступила очень успешно, финишировав на 7 месте. Немецкая федерация приняла решение на мировой чемпионат в Бостон отправить именно Ванцирль. Однако выступление её в США оказалось самым неудачным за всё время. Она впервые не отобралась в финальную часть чемпионата.

### Сезон 2016/2017: второе золото чемпионата Германии
Новый предолимпийский сезон Натали начала в начале сентября в Бергамо она стартовала на Кубке Ломбардии. Через две недели она стартовала в Братиславе на Мемориале Непелы. Её выступление было также было признано не совсем удачным. Следующий старт состоялся в Ницце на Кубке города в октябре 2016 года, где она заняла пятое место. В конце ноября она вновь была пятой на Кубке Варшавы. В начале декабря Натали выступала на домашнем турнире в борьбе за Трофей Северной Рейн-Вестфалии, на финиш она пришла на третьем месте.
В середине декабря на национальном чемпионате в Берлине Натали уверенно выиграла во второй раз золото. В конце января немецкая одиночница выступала на европейском чемпионате в Остраве, где она в этот сезон не сыскала успехов.

### Сезон 2017/2018
В конце сентября немецкая фигуристка начала новый олимпийский сезон. Приняла участие дома в Оберсдорфе, где на турнире Небельхорн, она финишировала рядом с пьедесталом. В октябре выступала в Ницце на Кубке города, но снялась после короткой программы. То же самое произошло и в ноябре в Таллине на городском Кубке. В декабре во Франкфурте-на-Майне на национальном чемпионате финишировала второй.

## Спортивные достижения
| Соревнования                                      | 07/08                        | 08/09                        | 09/10                        | 10/11                        | 11/12                        | 12/13                        | 13/14                        | 14/15                        | 15/16                        | 16/17                        | 17/18                        | 18/19                        |
| Международные индивидуальные                      | Международные индивидуальные | Международные индивидуальные | Международные индивидуальные | Международные индивидуальные | Международные индивидуальные | Международные индивидуальные | Международные индивидуальные | Международные индивидуальные | Международные индивидуальные | Международные индивидуальные | Международные индивидуальные | Международные индивидуальные |
| ------------------------------------------------- | ---------------------------- | ---------------------------- | ---------------------------- | ---------------------------- | ---------------------------- | ---------------------------- | ---------------------------- | ---------------------------- | ---------------------------- | ---------------------------- | ---------------------------- | ---------------------------- |
| Зимние Олимпийские игры                           |                              |                              |                              |                              |                              |                              | 18                           |                              |                              |                              |                              |                              |
| Чемпионаты мира                                   |                              |                              |                              |                              |                              | 19                           | 12                           |                              | 35                           |                              |                              |                              |
| Чемпионаты Европы                                 |                              |                              |                              |                              | 22                           | 9                            | 8                            | 12                           | 7                            | 17                           |                              | 21                           |
| Этапы Гран-при: Skate Canada                      |                              |                              |                              |                              |                              |                              |                              | WD                           |                              |                              |                              |                              |
| Этапы Гран-при: Rostelecom Cup                    |                              |                              |                              |                              |                              |                              |                              | WD                           |                              |                              |                              |                              |
| Челленджеры. Ice Challenge                        |                              |                              |                              |                              |                              |                              |                              |                              | 10                           |                              |                              |                              |
| Челленджеры. Lombardia Trophy                     |                              |                              |                              |                              |                              |                              |                              | 5                            |                              | 8                            |                              | 9                            |
| Челленджеры. Nebelhorn Trophy                     |                              |                              |                              |                              |                              |                              |                              |                              | 9                            |                              | 4                            | 7                            |
| Челленджеры. Мемориал Ондрея Непелы               |                              |                              |                              |                              |                              |                              |                              | 7                            |                              |                              |                              |                              |
| Челленджеры. Tallinn Trophy                       |                              |                              |                              |                              |                              |                              |                              |                              | 6                            |                              | WD                           |                              |
| Зимние Универсиады                                |                              |                              |                              |                              |                              |                              |                              | WD                           |                              |                              |                              |                              |
| Bavarian Open                                     |                              |                              |                              |                              | 1                            | 1                            |                              |                              |                              | 2                            | 3                            |                              |
| Challenge Cup                                     |                              |                              |                              |                              |                              |                              |                              |                              |                              |                              | 4                            |                              |
| Coupe Printemps                                   |                              |                              |                              |                              | WD                           | 2                            |                              |                              |                              |                              | 8                            |                              |
| Кубки Ниццы                                       |                              |                              |                              | 18                           | 20                           |                              | 3                            |                              | 5                            |                              | WD                           |                              |
| Dragon Trophy                                     |                              |                              |                              |                              |                              |                              |                              |                              |                              |                              | 1                            |                              |
| Egna Trophy                                       |                              |                              |                              |                              |                              |                              |                              |                              |                              |                              | 1                            | 6                            |
| Merano Cup                                        |                              |                              |                              |                              | 6                            | 1                            |                              |                              |                              |                              |                              |                              |
| Nebelhorn Trophy                                  |                              |                              |                              |                              | 10                           | 7                            | 8                            |                              |                              |                              |                              |                              |
| NRW Trophy                                        |                              |                              |                              | 14                           | 11                           | 6                            |                              |                              |                              | 3                            |                              |                              |
| Мемориал Ондрея Непелы                            |                              |                              |                              |                              |                              |                              | 5                            |                              |                              |                              |                              |                              |
| Slovenia Open                                     |                              |                              |                              |                              |                              |                              |                              |                              |                              |                              | 3                            |                              |
| Triglav Trophy                                    |                              |                              | 5                            | 12                           |                              |                              |                              |                              |                              |                              |                              |                              |
| Международные командные                           |                              |                              |                              |                              |                              |                              |                              |                              |                              |                              |                              |                              |
| Зимние Олимпийские игры                           |                              |                              |                              |                              |                              |                              | 8                            |                              |                              |                              |                              |                              |
| Международные среди юниоров                       |                              |                              |                              |                              |                              |                              |                              |                              |                              |                              |                              |                              |
| Чемпионаты мира среди юниоров                     |                              |                              |                              |                              |                              | 10                           |                              |                              |                              |                              |                              |                              |
| Этапы юниорского Гран-при: Австралия              |                              |                              |                              |                              |                              | 9                            |                              |                              |                              |                              |                              |                              |
| Этапы юниорского Гран-при: Белоруссия             |                              |                              | 24                           |                              |                              |                              |                              |                              |                              |                              |                              |                              |
| Этапы юниорского Гран-при: Германия               |                              |                              |                              |                              |                              | 10                           |                              |                              |                              |                              |                              |                              |
| Этапы юниорского Гран-при: Турция                 |                              |                              | 28                           |                              |                              |                              |                              |                              |                              |                              |                              |                              |
| Кубки Ниццы                                       | 4                            |                              | 10                           |                              |                              |                              |                              |                              |                              |                              |                              |                              |
| Merano Cup                                        |                              |                              |                              | 5                            |                              |                              |                              |                              |                              |                              |                              |                              |
| NRW Trophy                                        |                              | 4                            | 10                           |                              |                              |                              |                              |                              |                              |                              |                              |                              |
| Национальные                                      |                              |                              |                              |                              |                              |                              |                              |                              |                              |                              |                              |                              |
| Чемпионаты Германии                               | 2J.                          | 13                           | 7                            | 8                            | 6                            | 2                            | 1                            | 2                            | 2                            | 1                            | 2                            | 2                            |
| J = юниорский уровень WD = снялась с соревнований |                              |                              |                              |                              |                              |                              |                              |                              |                              |                              |                              |                              |